# Novaggio
Novaggio (lmo. Nuvasg) – miejscowość i gmina w południowej Szwajcarii, w kantonie Ticino, w okręgu (distretto) Lugano, w powiecie (circolo) Breno. 

## Demografia
W Novaggio mieszkają 832 osoby. W 2021 roku 12,5% populacji gminy stanowiły osoby urodzone poza Szwajcarią. 